# كوفشينوفو
كوفشينوفو (بالروسية: Кувшиново) هي إحدى مدن روسيا في الكيان الفدرالي الروسي تفير أوبلاست.

## أعلام
- سيرغي أوزيجوف